# Stockhausen (Gudensberg)
Stockhausen war ein um 800 erstmals erwähntes und um 1585 wüst gefallenes Dorf etwa vier Kilometer nordöstlich von Gudensberg, zwischen Dissen und Besse im Schwalm-Eder-Kreis in Nordhessen.  Die genaue Lage war südlich der heutigen Straße Dissen-Besse, nördlich des Scharfensteins, nordöstlich des Odenbergs.  Die Siedlung wurde vom nur wenige hundert Meter westlich gelegenen Glisborn mit Wasser gespeist.

## Ortsname
Der Ortsname erscheint im Laufe der Jahrhunderte in verschiedenen Urkunden und Dokumenten unterschiedlich: Stochusun (um 800), Stoghuse (1123); Stochusen (1253); Stokhusen (1290); Stockhusen (1350); Stoghusen (1354); Stoghusin (1395); Stogkhusen (1445); Stockhaußen (1545); Stockhausen (1575/85).

## Geschichte
Der Ort ist um 800 erstmals in einem Güterverzeichnis der Abtei Hersfeld als Stochusun „in pago Hassorum“ (im Hessengau) erwähnt. Später werden das Kloster Hasungen (1084, 1088, 1123, 1350), die Herren von Falkenberg (1303, 1350, 1395, 1501–1528), das Kloster Berich (1303), das Petersstift Fritzlar (1310, 1450), das Kloster Breitenau (1317), die Herren von Elben (1317, 1354, 1357, 1575, 1585), die Kirche in Gudensberg (1345), das Kloster Nordshausen (1382), die Herren von Buttlar (1545 bis 1822) und die Herren von Hertingshausen (1575, 1585) als Besitzhabende in Stockhausen erwähnt, wobei die Landgrafen von Hessen in den meisten Fällen die Lehnsherren waren, aber auch die Grafen von Ziegenhain dort Lehnsrechte hielten. Ortsadel ist nur kurzzeitig von 1253 bis 1290 belegt. Das Dorf war lange von den Landgrafen an die Herren von Elben verpfändet und gehörte zum hessischen Amt Gudensberg. Im Jahre 1354 bot die Stadt Gudensberg an, Hermann von Elben Geld zur Lösung des Dorfes Stockhausen zu zahlen.
Beurkundete Zehntverpflichtungen bestanden gegenüber Hermann von Hertingshausen (1424), Reinhard von Dalwigk (1448), Friedrich IV. von Hertingshausen (1448, 1461) und den späteren Herren von Hertingshausen (bis 1680).
Noch im Jahre 1414 wird der Ort als „villa“ bezeichnet, ist aber 1452 nur noch eine Feldmark. Danach wurde das Land teils von Dissen, teils von Besse aus bewirtschaftet. Der Ort war einer der Streitpunkte in der Bundesherrenfehde 1440–1454 und wurde vermutlich während dieser Fehde zerstört bzw. aufgegeben.